# دومار
دومار (به لاتین: Domar) یک منطقهٔ مسکونی در بنگلادش است که در ناحیه نیل‌پاماری واقع شده‌است. دومار ۲۵۰٫۸۴ کیلومتر مربع مساحت و ۱۷۵٬۵۰۷ نفر جمعیت دارد.